# Histoire militaire de la fédération de Russie

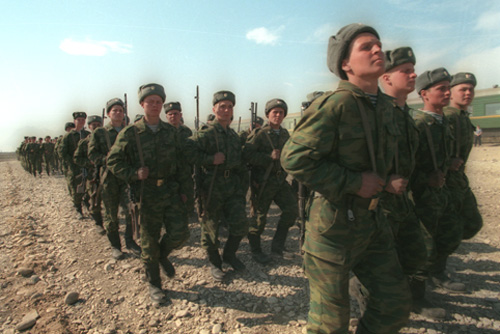
Troupes russes en Tchétchénie en 2000.

L'histoire militaire de la fédération de Russie commence avec la création des forces armées de la fédération de Russie après la dissolution de l'Union soviétique. S'ensuivent des engagements dans les conflits post-soviétiques, notamment en Transnistrie en 1992, puis de nombreuses réformes sont mises en place à la fin des années 1990 et dans les années 2000. Récemment, l'armée russe a envahi la Géorgie en 2008 et l'Ukraine en 2014 et en 2022, et est intervenue dans la guerre civile syrienne en 2015.

## Origines des forces armées russes
L'Union soviétique est officiellement dissoute le 25 décembre 1991. Au cours de l'année suivante, diverses tentatives pour maintenir son unité et la transformer en forces armées unies de la communauté des États indépendants (CEI) échouent. Au fil du temps, certaines unités stationnées dans les républiques nouvellement indépendantes jurent fidélité à leurs nouveaux gouvernements nationaux, tandis qu'une série de traités entre les États nouvellement indépendants divisent les actifs de l'armée.
Après avoir signé les accords de Belavezha, lors d'un sommet ultérieur au Kazakhstan le 21 décembre 1991, les pays de la CEI nouvellement formée signent un protocole sur la nomination temporaire du maréchal de l'aviation Evgueni Chapochnikov au poste de ministre de la Défense et commandant en chef des forces armées sur leur territoire, y compris les forces nucléaires stratégiques. Le 14 février 1992, Chapochnikov devient officiellement commandant suprême (ou commandant en chef) des forces armées de la CEI. Le 16 mars 1992, un décret de Boris Eltsine créé les forces armées de la fédération de Russie sous le contrôle opérationnel du haut commandement allié et du ministère de la Défense, dirigé par le président. Enfin, le 7 mai 1992, Eltsine signe un décret portant création des forces armées et Eltsine assume les fonctions de commandant suprême. En mai 1992, le général-colonel Pavel Gratchiov devient ministre de la Défense et est nommé premier général d'armée russe à son entrée en fonction. À peu près à cette époque, Chapochnikov « et un état-major squelettique pour soutenir son rôle de commandant des forces armées de la CEI sont expulsés des bâtiments du ministère de la Défense et de l'état-major général et se voient attribuer des bureaux dans l'ancien quartier général du pacte de Varsovie en périphérie nord de Moscou ». L'état-major de Chapochnikov s'amenuise rapidement lorsque les autorités des nouveaux États affirment leur contrôle sur leurs propres forces armées. Le 15 juin 1993, l'état-major de Chapochnikov est aboli et remplacé par un état-major interarmées réduit pour la coordination de la coopération militaire. Chapochnikov décide de démissionner et est remplacé par le colonel général Viktor Samsonov, jusqu'en octobre 1996. Le général d'armée Vladimir Yakovlev semble être devenu chef d'état-major en juin 2001.
Au cours des années suivantes, les forces russes se retirent d'Europe centrale et orientale, ainsi que de certaines républiques post-soviétiques nouvellement indépendantes. Alors que dans la plupart des endroits, le retrait se déroule sans aucun problème, les forces armées russes restent dans certaines zones contestées telles que la base navale de Sébastopol en Crimée ainsi qu'en Abkhazie, en Ossétie du Sud et en Transnistrie. Les forces armées disposent de plusieurs bases dans des pays étrangers, en particulier sur le territoire des anciennes républiques soviétiques.
Une nouvelle doctrine militaire, promulguée en novembre 1993, reconnait implicitement la contraction de l'ancienne armée soviétique en une puissance militaire régionale sans ambitions mondiales. Conformément à l'accent mis sur la menace de conflits régionaux, la doctrine appelle à une armée russe plus petite, plus légère et plus mobile, avec un degré de professionnalisme plus élevé et une plus grande capacité de déploiement rapide. Un tel changement s’avérera extrêmement difficile à réaliser.

## Conflits post-soviétiques, 1990-2000

### Guerre de Transnistrie, 1990–1992
La guerre de Transnistrie est un conflit armé ayant éclaté le 2 novembre 1990 à Dubăsari entre les forces pro-Transnistrie, notamment la Garde républicaine transnistrienne, des milices et des unités néo-cosaques (soutenues par des éléments de la 14e armée russe) ; et les forces pro-moldaves, notamment des troupes et la police moldaves. Bien qu'ayant officiellement adopté la position de neutralité et de non-implication, beaucoup d'officiers de l'armée russe sont favorables à la jeune république moldave du Dniestr (RMD) et certains ont même fait défection pour aider ouvertement la partie transnistrienne. Le bataillon de sapeurs de Parcani, sous les ordres du général Boutkevitch, passe du côté transnistrien. Ce bataillon détruisit plus tard les ponts de Dubăsari, Gura Bîcului, Bâcioc et Coșnița. Les forces moldaves déploient des avions dans le village de Parcani et y bombarde une station opérationnelle, engageant non seulement les forces transnistriennes mais aussi les forces russes.

### Crise constitutionnelle russe, 1993
La crise constitutionnelle russe de 1993 est une impasse politique entre le président russe Boris Eltsine et le Soviet suprême de Russie qui sera résolue par la force militaire. Les relations entre le président et le parlement se détérioraient depuis un certain temps. La lutte pour le pouvoir atteint sa crise le 21 septembre 1993, lorsque le président Eltsine a l'intention de dissoudre la plus haute instance du pays (Congrès des députés du peuple) et le parlement (Soviet suprême), bien que la constitution ne permet pas au président le pouvoir le faire. Eltsine justifie ses ordres par les résultats du référendum d'avril 1993.
En réponse, le parlement déclare la décision du président nulle et non avenue, destituant Eltsine et proclamant le vice-président Alexandre Routskoï président par intérim de la Russie. Le 3 octobre, des manifestants enlèvent les cordons de la milice autour du parlement et, poussés par leurs dirigeants, prennent le contrôle des bureaux du maire et tentent de prendre d'assaut le centre de télévision d'Ostankino. L'armée, qui ainitialement déclaré sa neutralité, prend d'assaut le bâtiment du Soviet suprême aux petites heures du matin du 4 octobre sur ordre d'Eltsine et arrête les chefs de la résistance. Au paroxysme de la crise, certains pensaient que la Russie était « au bord » de la guerre civile,. Le conflit de dix jours est devint l'événement de combat de rue le plus meurtrier de l'histoire de Moscou depuis la révolution russe.

### Première guerre de Tchétchénie, 1994–1996
La première guerre de Tchétchénie est une rébellion de la république tchétchène d'Itchkérie contre la fédération de Russie, menée de décembre 1994 à août 1996. La première guerre est précédée par l'intervention russe en Itchkérie, au cours de laquelle la Russie tenta de renverser secrètement le gouvernement itchkérien. Après la campagne initiale de 1994-1995, culminant avec la bataille dévastatrice de Grozny, les forces fédérales russes tentent de prendre le contrôle de la région montagneuse de Tchétchénie, mais sont retardées par la guérilla tchétchène et les raids sur les plaines malgré les avantages écrasants de la Russie en matière de puissance de feu, de main-d'œuvre, d'armement, d'artillerie, de véhicules de combat, de frappes aériennes et d'appui aérien. La démoralisation généralisée des forces fédérales qui en résultera et l'opposition quasi universelle du public russe au conflit conduit le gouvernement de Boris Eltsine à déclarer un cessez-le-feu avec les Tchétchènes en 1996 et à signer un traité de paix un an plus tard.
Le chiffre officiel des morts militaires russes est de 5 732, alors que la plupart des estimations situent le nombre entre 3 500 et 7 500, voire jusqu'à 14 000. Bien que ne disposant d'aucuns chiffres précis sur les pertes des soldats tchétchènes, diverses estimations évaluent le nombre à environ 3 000 à 17 391 morts ou disparus. Divers chiffres estiment le nombre de civils morts entre 30 000 et 100 000 tués et peut-être plus de 200 000 blessés, tandis que plus de 500 000 personnes ont été déplacées par le conflit, laissant des villes et des villages à travers la république en ruines. Le conflit entraînera une diminution significative de la population non tchétchène en raison de la violence et de la discrimination,,.

### Seconde guerre de Tchétchénie, 1999-2000
La seconde guerre de Tchétchénie est un conflit armé s'étant déroulé en Tchétchénie et dans les régions frontalières du Caucase du Nord entre la fédération de Russie et la république tchétchène d'Itchkérie, entre août 1999 et avril 2000. En août 1999, des combattants islamistes tchétchènes s'infiltrent dans la région russe du Daghestan, la déclarant État indépendant et appelant à la guerre sainte. Au cours de la campagne initiale, l'armée russe et les forces paramilitaires tchétchènes pro-russes affrontent les séparatistes tchétchènes en combat ouvert et s'emparent de la capitale tchétchène Grozny après un siège hivernal qui dura de décembre 1999 à février 2000.
La Russie établit un pouvoir direct sur la Tchétchénie en mai 2000, bien que la résistance militante tchétchène dans toute la région du Caucase du Nord continue d'infliger de lourdes pertes russes et de contester le contrôle politique russe sur la Tchétchénie pendant plusieurs années. Les deux parties mènent des attaques contre des civils, suscitant une condamnation internationale. Au milieu de l'année 2000, le gouvernement russe transfère certaines responsabilités militaires aux forces tchétchènes pro-russes. La phase militaire des opérations s'achèvent en avril 2002 et la coordination des opérations sur le terrain est d'abord confiée au FSB, puis au ministère de l'Intérieur à l'été 2003. Le 16 avril 2009, l'opération en Tchétchénie est officiellement terminée.
Le nombre exact de morts résultant du conflit est inconnu. Les pertes russes sont d'environ 7 500 (chiffres officiels russes) ou environ 14 000 selon le comité des mères de soldats. Des sources non officielles tablent sur une fourchette de 25 000 à 50 000 morts ou disparus, principalement des civils tchétchènes.

## Réformes
En «...1991, la Russie hérite d'un système d'effectifs militaires antérieur à l'ère soviétique, basé sur la conscription et la mobilisation de masse. Les principales caractéristiques de ce système comprennent une grande armée permanente, aucun cadre professionnel enrôlé au-delà des adjudants, une corruption organisationnelle enracinée, un bizutage vicieux et ritualisé (dedovchtchina), une relation entre officiers et conscrits ressemblant à celle du maître et du serf, et une philosophie de planification et de commandement rigide et hautement centralisée.
Sous Pavel Gratchiov, ministre de la Défense de 1992 à 1996, peu de réformes militaires ont lieu, bien qu'un plan est élaboré pour créer des forces mobiles plus déployables,. Cependant, le nombre de brigades dans les forces terrestres par opposition aux divisions augmente considérablement. Plus tard, le ministre de la Défense Rodionov (en poste de 1996 à 1997) dispose de bonnes qualifications mais échoue à instituer un changement durable.
Au début de son mandat, il apparaît convaincu d'adapter l'armée à l'État ; finalement, il est renvoyé parce qu'il ne renoncera pas à adapter l'État à l'armée. Son attitude se révèle dans des commentaires tels que « il est [...] inadmissible de résoudre les [...] problèmes de société au prix d'un abaissement de l'attribut principal de l'État, l'armée ». Ce n'est que sous le ministre de la Défense Igor Sergueïev, en poste de 1997 à 2001, qu'un certain nombre de réformes limitées débutent, bien que l'attention se concentrera sur les forces des fusées stratégiques.

### Réforme militaire de 1997-1998
La réforme établit deux catégories d'unités militaires : 1) des unités de préparation permanente au combat équipées selon les normes du temps de guerre; 2) des unités à personnel réduit dotées de personnel conforme aux normes du temps de paix (30 à 70 % des normes du temps de guerre). En 2003, cependant, même les unités de préparation au combat constantes ont besoin de ressources supplémentaires pour accomplir correctement leurs missions. Les unités restantes sont transformées en bases de stockage d'armes et d'équipements militaires (VkhVT). Les forces spatiales sont incorporées dans les forces des fusées stratégiques. Les forces de défense contre les missiles spatiaux sont séparées des forces de défense aérienne et incorporées dans les forces des fusées stratégiques,.
Le reste des forces de défense aérienne est incorporé à l'armée de l'air. Le district militaire de Transbaïkalie est aboli, son territoire divisé entre le district militaire de Sibérie et le district militaire d'Extrême-Orient. Certaines académies militaires sont supprimées et le nombre total de militaires est réduit à 1,2 million de soldats. La possibilité de recrutement de volontaires pour les postes de militaires du rang et de sous-officiers est prévue mais en fait ces postes sont occupés par des conscrits, comme auparavant,.

### Réforme militaire de 2001-2004
La réforme est annoncée par le ministre de la Défense Sergueï Ivanov en 2001 et achevée en 2004. À la suite de la réforme, des unités militaires constamment prêtes au combat, composées uniquement de volontaires, sont apparues en Russie, mais le système de projet a été conservé. En 2008, il y a 20% d'unités militaires prêtes au combat constantes, équipées selon les normes du temps de guerre, et 80% d'unités militaires cadres, équipées selon les normes du temps de paix, dans les forces armées russes.

### Réforme militaire de 2008
Après la guerre russo-géorgienne, il devient clair que l'organisation militaire russe a besoin de nouvelles réformes ; comme le souligne Vladimir Chamanov, les régiments et divisions de cadres, destinés à recevoir des ressources de mobilisation et à se déployer dans la période précédant immédiatement le déclenchement de la guerre, s'avèrent coûteux pour l'armée. En réponse aux performances médiocres et insatisfaisantes des forces russes dans l'ensemble pendant la guerre russo-géorgienne en août 2008, des réformes importantes sont annoncées le 14 octobre 2008 par le ministre de la Défense Anatoli Serdioukov et une réorganisation structurelle majeure débute en 2009.
Les éléments clés des réformes annoncées en octobre 2008 comprennent la réduction des forces armées à un effectif d'un million d'ici 2012 (la date de fin prévue était 2016) ; réduire le nombre d'officiers ; centraliser la formation des officiers de 65 écoles militaires dans 10 centres de formation militaire « systémiques » ; réduire la taille de la commande centrale ; l'introduction de davantage de personnel civil de logistique et d'auxiliaire ; élimination des formations de cadres ; réorganiser les réserves ; réorganiser l'armée en un système de brigades ; et réorganiser les forces aériennes en un système de base aérienne au lieu de régiments.
Le principal changement organisationnel fut le passage d'une chaîne de commandement opérationnelle à 4 niveaux (district militaire - armée - division - régiment) à une chaîne à 3 niveaux (district militaire - commandement opérationnel (armée) - brigade). De plus, la Russie refusa totalement les unités militaires cadres, équipées selon les normes du temps de paix (appelées « divisions papier »), et depuis lors, seules les unités militaires prêtes au combat constantes, équipées à 100% selon les normes du temps de guerre, font partie des forces armées russes.
Le 31 octobre 2010, Anatoli Serdioukov déclare que les changements dans la structure organisationnelle régulière sont terminés.
Le nombre d'unités militaires doit être réduit. Le calendrier prévoit de réduire le nombre total d'officiers de 335 000 à 150 000, mais début février 2011, le ministre de la Défense Anatoli Serdioukov annonce la décision d'augmenter le nombre d'officiers de 70 000 à 220 000 pour contrer cela.
Selon Alexander Golts, journaliste et chroniqueur militaire, à la suite des réformes de 2008, la Russie a acquis une domination militaire absolue dans la zone post-soviétique, les forces armées russes acquérant une capacité inédite : la capacité de déploiement rapide, qui sera clairement démontré le 26 février 2014.
Vers 2015, les forces armées sont réduites de 1 004 100 à 850 000 personnes : 250 000 conscrits, 354 000 soldats contractuels (kontraktniki), 220 000 officiers et 30 000 élèves-officiers des écoles militaires.

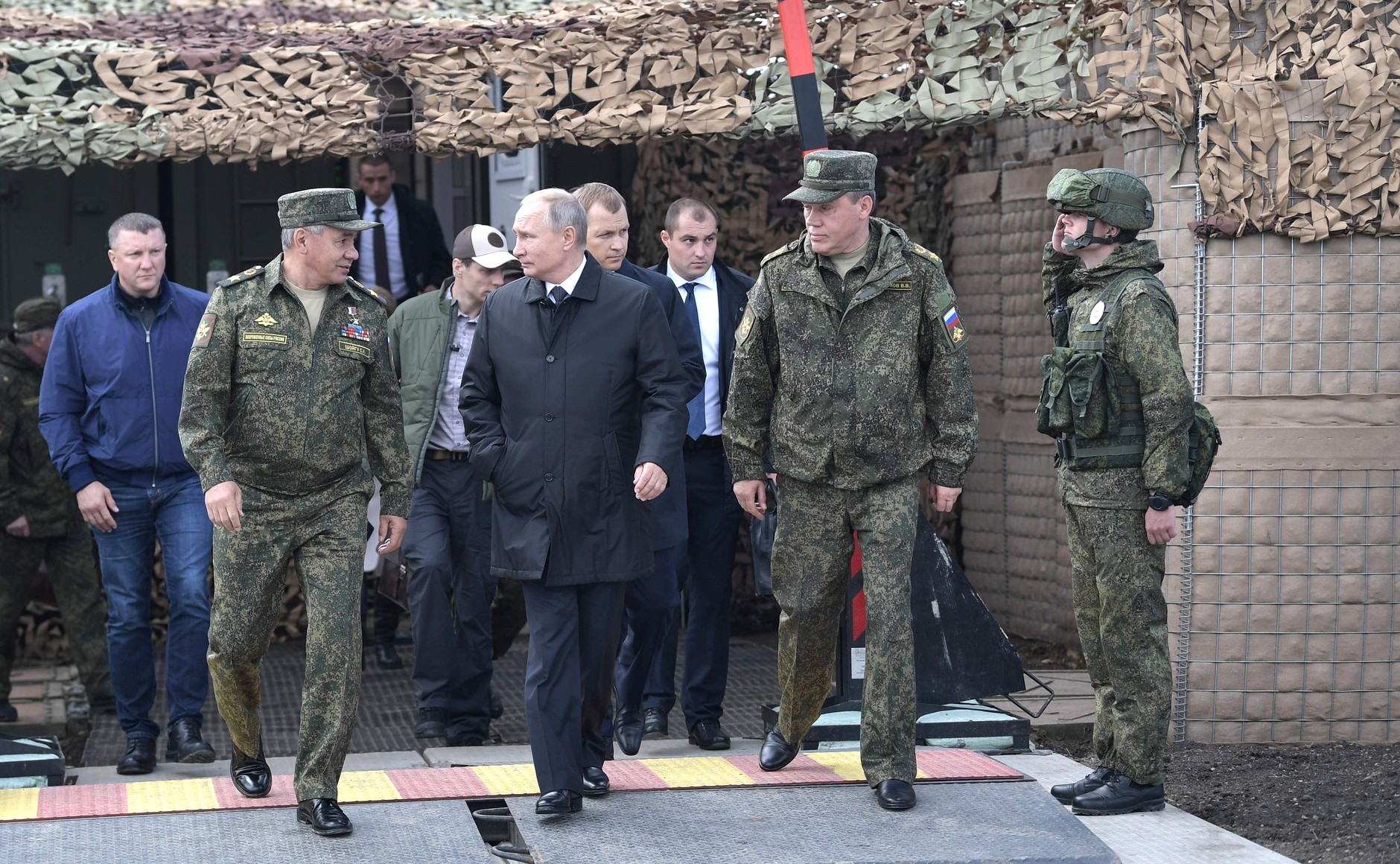
Le président russe Vladimir Poutine (au centre) rencontre le ministre russe de la Défense Sergueï Choïgou (à gauche) et le chef d'état-major général Valeri Guerassimov (à droite) lors des exercices Vostok 2018.

Après la prise de poste du ministère de la Défense par Sergueï Choïgou, de nombreuses réformes sont annulées. Cela vise également à rétablir la confiance avec les officiers supérieurs ainsi qu'avec le ministère de la Défense à la suite de l'intense ressentiment que les réformes de Serdioukov avaient généré. Notamment, la 2e division de fusiliers motorisés de la Garde et la 4e division blindée de la Garde sont réformées à partir de 2013.

### Réformes du système de formation des officiers de réserve
Le système de formation des officiers de réserve en Russie, hérité de l'Union soviétique, impliquait la conscription sélective des diplômés des établissements civils d'enseignement supérieur, qui avaient obtenu leur diplôme des départements militaires de leurs alma mater et reçu une commission d'officier. Cette personne pouvait être conscrite de la réserve des forces armées au service actif, mais jusqu'à l'âge de 27 ans seulement ; la période de service actif de cet officier durait plusieurs années et, à la fin de cette période, il devait être de nouveau enrôlé dans la réserve des forces armées. Ces officiers étaient appelés « vestes » dans l'argot de l'armée (notamment, Anatoli Kvashnine était un « veste »).
Au moment de la dissolution de l'Union soviétique, 397 établissements civils d'enseignement supérieur disposent de départements militaires dans toute l'URSS, et 241 établissements russes ont conservé des départements militaires après cet événement. Initialement, il est élaboré un plan de réduction plus substantielle du nombre de départements militaires, mais celui-ci a dû être abandonné en raison de la pénurie de lieutenants associés à la libération volontaire des officiers réguliers en raison des problèmes financiers des forces armées dans les années 1990, qui ont dû être compensés par la conscription des officiers de réserve, ayant acquis une importance particulière dans le contexte de la première guerre de Tchétchénie. Comme en Union soviétique, l'éducation militaire russe vise à former des officiers-spécialistes étroits dans des spécialités professionnelles militaires particulières, et elle diffère grandement du système d'éducation militaire américain où les nouveaux sous-lieutenants reçoivent des spécialités particulières dans le cadre de leur « branche de carrière » uniquement après l'obtention du diplôme de l'académie militaire ou du ROTC. Les départements militaires ont dispensé une formation principalement au commandement, au génie et, dans une moindre mesure, aux spécialités professionnelles militaires administratives et humaines. L'éducation militaire devint volontaire.
La loi fédérale du 28 mars 1998, n° 53-FZ « Sur le devoir militaire et le service militaire » (dans sa version en vigueur au 31 décembre 2007) prévoit que seuls les étudiants à temps plein en formation en présentiel d'une institution civile de l'enseignement supérieur peuvent être accepté au département militaire de cet établissement civil d'enseignement supérieur (ci-après également dans le texte - université). L'inscription au département militaire est volontaire pour tous les étudiants. Après avoir terminé le cours du département militaire, y compris les camps d'entraînement militaire ou le stage dans les unités militaires des forces armées régulières, et avoir réussi l'examen final d'État, l'étudiant doit se voir présenter la promotion au grade d'officier militaire primaire (lieutenant). Le diplômé du département militaire doit être promu officier en même temps que son enrôlement dans la réserve des forces armées. Cependant, l'arrêté pertinent du ministère de la Défense est entré en vigueur sous réserve de la réussite de l'étudiant à l'université dans le cadre d'un diplôme civil principal. Par la suite, cet officier peut être conscrit de la réserve des forces armées au service actif, mais jusqu'à l'âge de 27 ans seulement. La période de service actif de cet officier est de 2 ans, et à la fin de cette période, il doit être ré-enrôlé dans la réserve des forces armées.
En 2005, le ministre de la Défense Sergueï Ivanov annonce la prochaine réduction significative du nombre de départements militaires assurant la formation des officiers commissionnés parmi les étudiants des établissements civils d'enseignement supérieur. En mars 2008, 168 des 235 universités, académies et institutions civiles qui disposaient auparavant des départements militaires ont perdu ces unités. En outre, 37 des 67 universités, académies et institutions civiles ayant conservé des départements militaires sont devenues la base de la création de nouveaux centres de formation militaire. Conformément au décret no 152 du gouvernement russe du 6 mars 2008, les centres militaires de formation se sont concentrés sur la formation des officiers pour le service actif, tandis que les départements militaires se sont concentrés sur la formation des officiers de réserve.
Conformément aux modifications contenues dans la loi fédérale du 6 juillet 2006 n ° 104-FZ, la conscription des officiers de réserve est abolie, les diplômés des départements militaires n'étant plus soumis à la conscription au service actif (à l'exception du temps de guerre mobilisation) mais tous les diplômés des centres militaires de formation doivent être enrôlés pour 3 ans de service actif immédiatement après l'obtention de leur diplôme universitaire.
Conformément aux modifications contenues dans la loi fédérale du 3 août 2018 n ° 309-FZ, les départements militaires et les centres militaires de formation sont abolis, à partir de ce moment, les étudiants des établissements civils d'enseignement supérieur sont formés dans les deux les programmes de formation des officiers (de réserve et d'active) dans les centres de formation militaire (en). En 2019, il y avait des centres de formation militaire dans 93 établissements civils d'enseignement supérieur, La caractéristique fondamentale du nouveau système est l'harmonisation maximale possible de la spécialité professionnelle militaire et de la principale spécialité civile d'un étudiant.

### Formation d'une force de réserve militaire volontaire
La force de réserve militaire russe est créée à titre expérimental par le décret présidentiel du 17 juillet 2015 no 370.
En 2018, la Russie commence la formation à grande échelle d'une force de réserve militaire basée sur des volontaires sélectionnés parmi ceux ayant pris leur retraite du service actif. La force de réserve militaire russe (russe : мобилизационный людской резерв) est un ensemble de citoyens qui ont signé un contrat pour effectuer un service militaire en tant que réservistes, nommés à des postes militaires dans des unités militaires particulières à ce titre, et impliqués dans toutes les activités opérationnelles, de mobilisation et de combat de ces militaires, contrairement aux autres citoyens qui n'ont pas signé de tels contrats et qui ne peuvent être utilisés pour le déploiement de forces armées sur une base involontaire que dans les cas stipulés par la loi (russe : мобилизационный людской ресурс). Ainsi, la réserve militaire volontaire russe est analogue à la réserve opérationnelle française.
Le déploiement d'unités militaires de réserve, composées de réservistes, prend un minimum de temps et ne nécessite aucun recyclage du personnel militaire ; de plus, elles utilisent les mêmes armes que celles utilisées par les unités militaires classiques, composées de militaires en service actif. Elles sont équipées à 100% selon les normes en temps de guerre et composées uniquement de militaires en service actif. Le nombre de réservistes n'est pas présenté dans les sources ouvertes et ne figure pas parmi le nombre de volontaires militaires en service actif publié par le ministère de la Défense. Cela rend difficile l'établissement d'effectifs réels de nouvelles unités et formations militaires russes.

### Expansion possible après l'invasion russe de l'Ukraine
Le 21 décembre 2022, le ministre de la Défense Sergueï Choïgou détaille un rapport largement diffusé au président Vladimir Poutine dans un collège du ministère de la Défense alors que l'invasion russe de l'Ukraine atteint son dixième mois. Choïgou aurait préconisé la création d'un « groupement approprié de troupes » dans les régions du nord-ouest de la Russie, en réponse à l'entrée prévue de la Finlande et de la Suède dans l'OTAN. Il déclare qu'il est prévu d'établir un corps d'armée en Carélie et propose de diviser le district militaire ouest afin de recréer les districts militaires de Moscou et de Leningrad. En outre, 10 nouvelles divisions sont suggérées — cinq divisions d'artillerie, deux d'assaut aérien et trois divisions de fusiliers motorisés (deux divisions de fusiliers motorisés à établir dans les oblasts de Zaporijjia et de Kherson, occupées en Ukraine depuis 2022). Selon Choïgou, sur la base des brigades déjà existantes dans la flotte du Nord et les districts militaires ouest, central et est, sept autres divisions de fusiliers motorisés seront créées et cinq brigades de l'infanterie navale russe transformées en divisions. Les forces aérospatiales russes seront élargies par trois autres quartiers généraux de la division aérienne (en) un chasseur et huit régiments d'aviation de bombardiers et six brigades d'aviation de l'armée. Les forces armées dans leur ensemble seront étendues à 1,5 million de personnes et l'âge de la conscription relevé progressivement de 18-27 ans à 21-30 ans.

## Invasions et interventions depuis 2008

### Guerre de Géorgie, 2008
La guerre russo-géorgienne est un conflit entre la Géorgie, la Russie et les républiques autoproclamées d'Ossétie du Sud et d'Abkhazie soutenues par la Russie. La guerre a lieu en août 2008 après une période de détérioration des relations entre la Russie et la Géorgie, deux anciennes républiques constitutives de l'Union soviétique. Les combats ont lieu dans la région stratégiquement importante de Transcaucasie. Elle est considérée comme la première guerre européenne du XXIe siècle.
Les forces russes occupent temporairement les villes géorgiennes de Zougdidi, Senaki, Poti et Gori, conservant ces zones au-delà du cessez-le-feu. Les Ossètes du Sud détruisent la plupart des villages ethniques géorgiens en Ossétie du Sud et sont responsables d'un nettoyage ethnique des Géorgiens. La Russie reconnait l'indépendance de l'Abkhazie et de l'Ossétie du Sud vis-à-vis de la Géorgie le 26 août et le gouvernement géorgien rompt les relations diplomatiques avec la Russie. La Russie acheva pratiquement son retrait des troupes des parties incontestées de la Géorgie le 8 octobre.

### Guerre russo-ukrainienne, depuis 2014

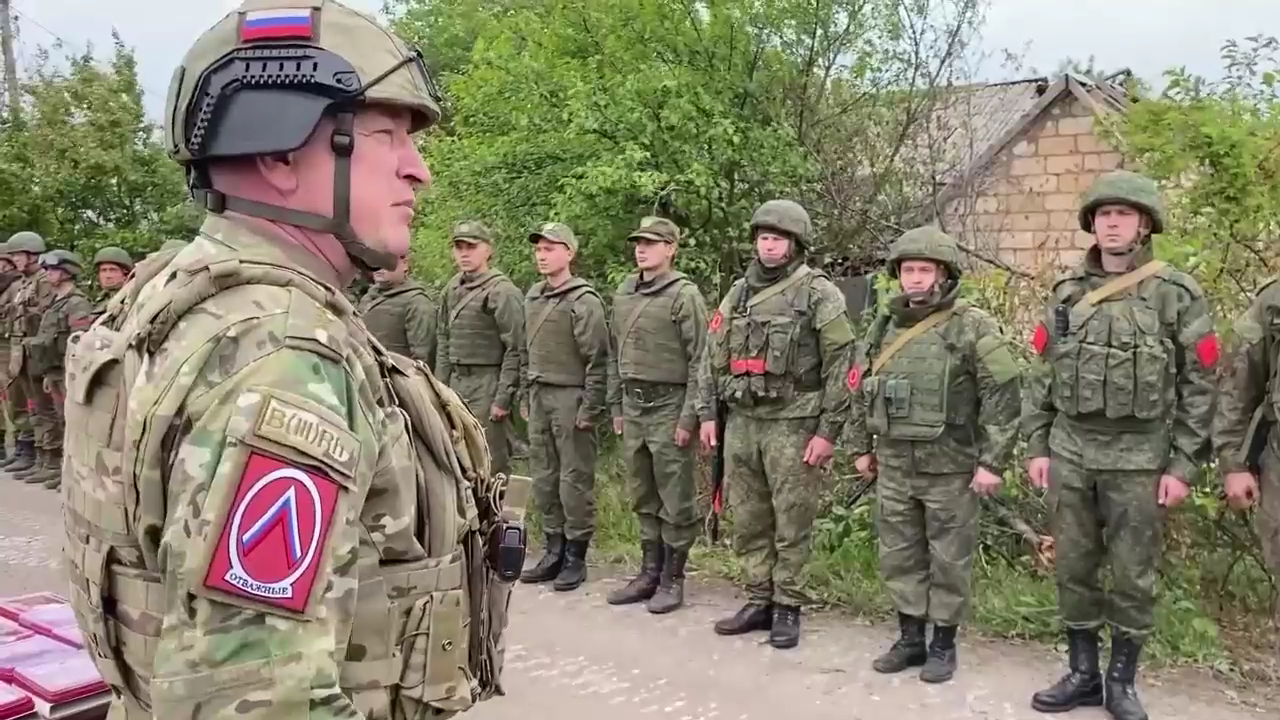
Le colonel-général Alexandre Lapine remet des récompenses aux troupes ayant participé à la bataille du Donbass en 2022.

La guerre russo-ukrainienne est un conflit continu et prolongé qui a commencé en février 2014, impliquant principalement la Russie et les forces pro-russes d'une part, et l'Ukraine d'autre part. À la suite des manifestations Euromaïdan et de la destitution du président ukrainien Viktor Ianoukovytch le 22 février 2014, et au milieu des troubles pro-russes en Ukraine, des soldats russes sans insignes prennent le contrôle de positions stratégiques et d'infrastructures sur le territoire ukrainien de Crimée. Le 1er mars 2014, le conseil de la fédération de la fédération de Russie adopte à l'unanimité une résolution demandant au président russe Vladimir Poutine d'utiliser la force militaire en Ukraine. La résolution est adoptée quelques jours plus tard, après le début de l'opération militaire russe sur le « retour de la Crimée ». La Russie annexe ensuite la région après un référendum local largement critiqué, organisé par la Russie après la capture du Parlement de Crimée dont le résultat fut l'adhésion de la république autonome de Crimée à la fédération de Russie,,.
En avril, des manifestations de groupes pro-russes dans la région du Donbass en Ukraine dégénère en une guerre entre le gouvernement ukrainien et les forces séparatistes soutenues par la Russie des républiques populaires autoproclamées de Donetsk et de Louhansk. En août, des véhicules militaires russes traversent la frontière russo-ukrainienne à plusieurs endroits de l'oblast de Donetsk,,,. L'incursion de l'armée russe est considérée comme responsable de la défaite des forces ukrainiennes début septembre,.
Le 24 février 2022, la Russie lance une invasion totale de l'Ukraine. La campagne débute après un renforcement militaire prolongé et la reconnaissance par la Russie de la république populaire autoproclamée de Donetsk et de la république populaire de Lougansk dans les jours précédant l'invasion, suivie de l'entrée des forces armées russes dans la région du Donbass, dans l'est de l'Ukraine, le 21 février 2022. Vers 06 h 00 heure de Moscou (UTC+3), le président russe Vladimir Poutine annonce une opération militaire dans l'est de l'Ukraine ; quelques minutes plus tard, des frappes de missiles retentissent dans de nombreux endroits du pays, y compris dans la capitale Kiev. La quasi-totalité des 190 000 soldats accumulés aux frontières de l'Ukraine sont rapidement déplacés vers l'Ukraine et des bombardements terrestres, maritimes et aériens débutent, ciblant les principaux centres de population et les sites militaires stratégiques. Après avoir réalisé quelques gains territoriaux et stratégiques initiaux, l'invasion russe est rapidement stoppée en raison de la forte résistance des forces armées ukrainiennes, d'importants dons militaires internationaux à l'Ukraine et d'une logistique et d'un moral médiocres. En mars 2022, l'armée russe se retire du nord de la région de Kiev, se concentrant plutôt sur l'occupation de l'est de l'Ukraine.
Le 21 septembre 2022, le président russe Vladimir Poutine annonce la première mobilisation de citoyens, menée sur une base obligatoire, dans l'histoire de la fédération de Russie, et signe le décret correspondant no 647,,. Cette décision est prise peu de temps après l'offensive ukrainienne réussie dans l'oblast de Kharkiv qui aboutira à la libération du territoire de l'oblast de Kharkiv à l'ouest du fleuve Oskol.
Les mercenaires du groupe Wagner, auparavant proches de Poutine, lancent une rébellion armée contre l'armée russe en juin 2023,. Plus tôt ce mois-là, Poutine avait soutenu une mesure forçant le groupe Wagner et d'autres SMP à signer des contrats gouvernementaux, plaçant ainsi le groupe plus fermement sous la structure de commandement militaire.

### Guerre civile syrienne, depuis 2015

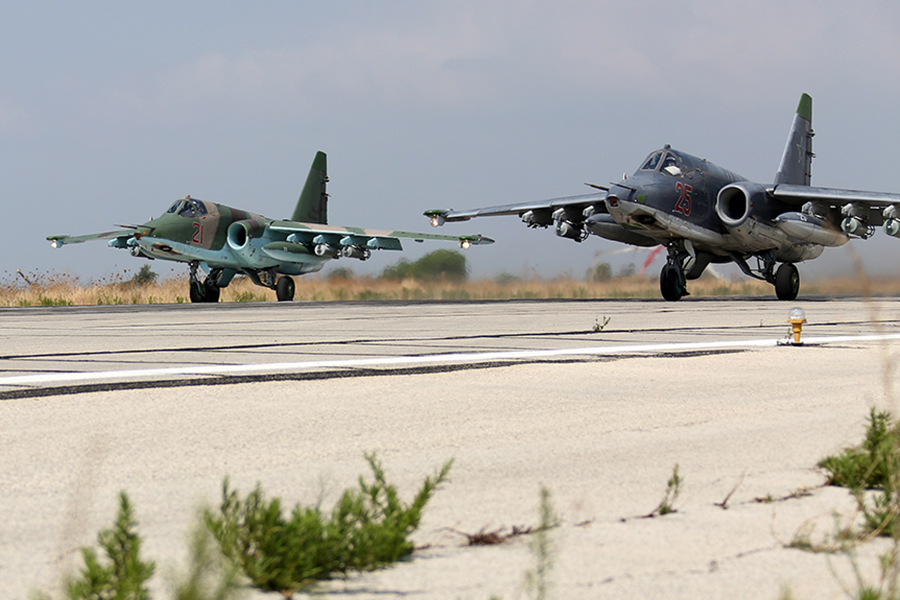
Deux Soukhoï Su-25 de l'armée de l'air russe à l'aéroport international de Lattaquié en octobre 2015.

L'intervention militaire russe dans la guerre civile syrienne débute en septembre 2015, après une demande officielle d'aide militaire du gouvernement syrien contre les groupes rebelles,. L'intervention implique initialement des frappes aériennes par des avions russes déployés sur la base de Khmeimim contre des cibles principalement dans le nord-ouest de la Syrie, et contre des groupes militants de l'opposition syrienne opposés au gouvernement syrien, notamment la coalition nationale syrienne, l'État islamique d'Irak et du Levant, le front al-Nosra (Al-Qaïda en Syrie) et l'armée de la conquête,,. En outre, des forces d'opérations spéciales russes et des conseillers militaires sont déployés en Syrie. Avant l'intervention, l'implication russe dans la guerre civile syrienne consistait principalement à fournir à l'armée syrienne des armes et du matériel. Fin décembre 2017, le gouvernement russe annonce que ses troupes seront déployées en Syrie de façon permanente.